# Elisabeth Bik
Pour les articles homonymes, voir  Bik.
Elisabeth Margaretha Harbers-Bik, née en 1966, est une microbiologiste néerlandaise spécialisée en intégrité scientifique. Bik est connue pour son travail de détection de la manipulation frauduleuse d'images dans les publications scientifiques et pour avoir identifié plus de 400 faux articles de recherche publiés en Chine par une usine à articles. Elle est la fondatrice de Microbiome Digest, un blog avec des mises à jour quotidiennes sur la recherche sur le microbiome, et du blog Science Integrity Digest.

## Biographie

### Éducation
Elisabeth Bik est née aux Pays-Bas. Elle étudie la biologie à l’université d'Utrecht, où elle obtient son doctorat pour ses recherches sur le développement de vaccins contre de nouvelles souches de Vibrio cholerae impliquées dans des épidémies de choléra en Inde et Bangladesh.

### Carrière dans le secteur public
Après l’obtention de son doctorat, elle travaille pour l'Institut national de la santé publique et de l'environnement à Bilthoven et l’hôpital Saint-Antonius à Nieuwegein. Elle y a organisé le développement de nouvelles techniques moléculaires pour l’identification d’agents infectieux.

### Carrière académique
En 2001, elle s'installe en Californie pour rejoindre l’équipe de David Relman (en) à l'école de médecine de l’université Stanford où elle travaillera pendant une quinzaine d'années, notamment sur les microbiomes humains.
En 2014, elle crée le blog Microbiome Digest, où elle rédige des comptes-rendus et commentaires des dernières publications scientifiques en microbiologie. Le blog connaît rapidement un succès, et Bik sollicite l’aide de collègues sur Twitter pour en gérer le contenu.
En 2015, elle devient membre du jury Mo Bio Microbiome Awards qui deviendra le Qiagen Microbiom award avec le rachat de Mo Bio Laboratories par Qiagen. Elle quitte ses fonctions en 2018 (cette année, la dotation du prix Qiagen fut de 100 000 $).

### Carrière dans le secteur privé
En 2016, Elisabeth Bik quitte l’université de Stanford et travaille comme directrice scientifique et éditoriale chez uBiome (en), une compagnie spécialisée dans le séquençage du microbiome humain. Elle quitte la start-up en 2018, quelques mois avant que l'entreprise soit poursuivie pour des problèmes touchant à des surfacturations et des ventes forcées,, pour lesquels elle n'est pas mise en cause.
Après son départ d'uBiome, Elisabeth Bik rejoint pendant quelques mois une autre société du secteur des biotechnologies, avant de cesser ses activités rémunérées en 2019 et se consacrer entièrement à ses recherches sur les fraudes photographiques et à l’analyse de l’intégrité de papiers scientifiques,.

### Intégrité scientifique

#### Influence médiatique
Elle est la fondatrice du blog Science Integrity Digest, dans lequel elle rapporte des cas d'atteinte à l'intégrité de certaines publications scientifiques,,,.
Elle est une contributrice active des plateformes Retraction Watch et PubPeer, où elle rapporte les publications présentant des images et données falsifiées, dupliquées ou discutables,,.
Active sur Twitter où elle est suivie par plus de 140 000 personnes en juillet 2023, elle publie régulièrement des images scientifiques potentiellement problématiques. Ses efforts ont permis de mettre en lumière plusieurs cas de grave négligence scientifique.
En 2018, elle est invitée dans le podcast scientifique Everything Hertz pour discuter de ses efforts pour assurer l’intégrité des publications scientifiques.
Elisabeth Bik donne des conférences une à deux fois par an et est financée via des dons d'environ 2000 euros par mois grâce à des soutiens sur la plateforme de  crowdfunding Patreon. Seules ses enquêtes personnelles sont publiées en ligne, ses travaux rémunérés ne font pas l'objet de publication.

#### Travaux académiques sur les méconduites scientifiques
Elle commence à s'intéresser aux questions d'éthique scientifique en 2013, lorsqu'elle découvre qu'une de ses publications a été plagiée. Approfondissant le sujet, elle découvre alors avec surprise « un grand nombre de plagiats » dans la littérature scientifique. Elle consacre alors son temps libre à traquer les manquements éthiques dans les publications scientifiques, et développe une expertise dans la recherche d'images trafiquées dans les études.

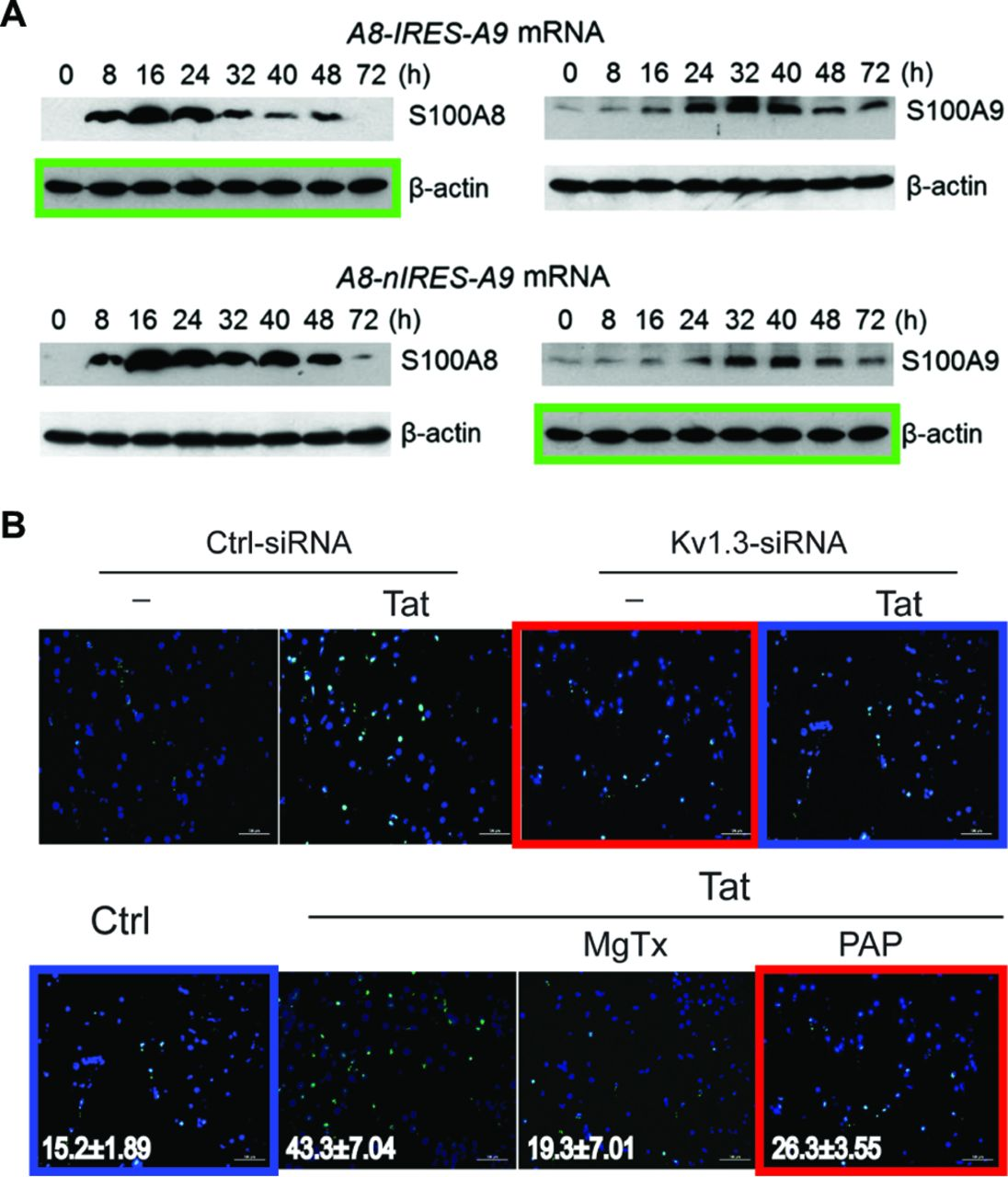
Deux exemples de duplications d'images découverts par Elisabeth Bik dans des publications de recherche en microbiologie. Différents carrés représentent différentes conditions expérimentales. L'article de base indique qu'il s'agit peut-être d'erreurs d'honnêteté lors du montage des chiffres et que les documents en question ont été corrigés.

En 2016 et 2018, Elisabeth Bik publie deux études sur les duplications d'images problématiques,.
En 2016 avec Arturo Casadevall (en) et Ferric Fang (en), elle publie dans mBio (en) un article montrant l’importance des manipulations d'images pour les cas observés d'inconduites scientifiques en recherche biomédicale,,. Les auteurs ont examiné plus de 20 000 publications scientifiques publiées dans 40 journaux scientifiques de 1995 à 2014 et rapportent que 3,8 % des papiers étudiés présentent une ou plusieurs images manipulées. Commentant son article dans une interview, elle déplore le manque de rigueur des reviewers (réviseurs) ainsi que le manque de réponses des auteurs à ses interrogations,. Elle pointe par exemple un journal scientifique spécialisé en oncologie, Oncotarget (en) dans lequel elle identifie 14 % d'articles ayant des images problématiques.
En 2018, elle analyse 960 publications scientifiques dans le journal Molecular and Cellular Biology et montre que 6,1 % des publications contiennent des images dupliquées. Parmi ces publications problématiques, seulement 10 % d'entre elles ont été rétractées.
Les causes de ces problèmes d'intégrité scientifique sont explorées dans une publication de 2019 dont elle est co-auteure. Cette étude suggère que « la culture académique, le contrôle par les pairs, les incitations financières à publier, et les politiques nationales en matière d'inconduite scientifique » sont des facteurs qui influencent l’intégrité scientifique. Contrairement aux idées généralement admises, cette étude semble indiquer que les auteurs féminins sont tout aussi susceptibles d'inconduites scientifiques que les auteurs masculins.
En 2019, Elisabeth Bik annonce sur Twitter qu’elle compte consacrer une année à plein temps à ses recherches sur les négligences scientifiques. Elle estime qu'elle a passé environ 5 000 heures à examiner des articles scientifiques au cours des cinq précédentes années. Au cours de ce processus, elle estime avoir identifié près de 2 000 articles comportant des images problématiques.
Elle explique que ce travail est financé par son activité de consultante pour des maisons d’éditions ou des universités et des dons via Patreon.

#### Découverte de l'usine à articlesTadpole Paper Mill
En février 2020, la revue Science annonce qu'Elisabeth Bik a révélé l'existence d'une usine à fausses publications scientifiques chinoise ayant réutilisé les mêmes images dans 400 articles différents publiés surtout en 2018-2020,. Elle nomme cette usine à publication tadpole (têtard en anglais) en raison de la ressemblance des bandes de Western blot avec les têtards. Bik estime que le nombre de ces articles frauduleux pourrait se compter par milliers. Elle critique le peu de contrôle de la qualité éditoriale des revues appartenant à des grands groupes.

#### Analyses critiques des travaux de Didier Raoult
Selon Elisabeth Bik, plusieurs articles publiés par Didier Raoult et ses équipes à partir de 2001 présentent des problèmes de méthodologie et de falsification ou manipulation des données,,.
En mars 2020, commentant la publication des résultats d'un essai clinique de Didier Raoult sur l'effet de l'hydroxychloroquine contre la Covid-19 dans l’International Journal of Antimicrobial Agents (en), elle pointe un conflit d'intérêts (le rédacteur en chef de ce journal Jean-Marc Rolain est à la fois le coauteur de l'article et son subordonné à l'Institut hospitalo-universitaire en maladies infectieuses de Marseille) (IHU) et critique fortement la méthodologie de l'étude. La société savante propriétaire du journal dans lequel les résultats ont été publiés, l'International Society of Antimicrobial Chemotherapy, admet que la publication n'est pas au niveau attendu par la société, mais réfute l'idée d'un conflit d'intérêts : pour elle, le processus d'évaluation par les pairs avant publication a été respecté, car Jean-Marc Rolain, étant un des coauteurs de l'article, n'a pas participé à l'évaluation. La société savante et son groupe éditorial Elsevier demandent en avril 2020 une relecture additionnelle par les pairs pour déterminer si les préoccupations concernant l'article sont fondées,. Le journal publie en juillet 2020 ce rapport dont les conclusions sont incendiaires, mais décide de ne pas rétracter l'article dont il estime qu'il doit rester disponible pour qu'un « un débat scientifique public solide sur les conclusions du document, de manière ouverte et transparente » puisse avoir lieu.
En mars 2021, Elizabeth Bik publie 60 signalements de problèmes concernant des articles signés par Didier Raoult,,. Elle signale ainsi de possibles oublis de déclaration de conflits d'intérêts (10 articles), des anomalies avec la présentation des résultats (20 articles), et des questions d'éthique de travaux portant sur des « recherches impliquant la personne humaine » (dans la moitié des cas). En réponse, Didier Raoult explique être « traqué » par cette « fille », qu'il qualifie de « cinglée » devant le Sénat français le 15 septembre 2020. Un autre professeur de l'IHU, Éric Chabrière, publie des données personnelles de la chercheuse néerlandaise sur les réseaux sociaux,,. Raoult et Chabrière portent plainte le 29 avril 2021 contre elle pour « harcèlement, tentative de chantage et d’extorsion ». Ils appuient l'accusation de tentative de chantage sur un tweet d'Elisabeth Bik suggérant à l'IHU de la soutenir par un site de financement participatif, dont, selon Le Monde, ils n'ont pas compris l’ironie, soulignée d'un smiley. Elisabeth Bik estime que la plainte a pour objet de l'intimider. Bik explique qu'elle ne veut pas être menacée : « Si j'avais enfreint la loi, j'arrêterais » dit-elle, « mais ce n'est pas le cas ». En septembre 2022, d'après elle, aucune suite n'avait été donnée à cette plainte.
Le 5 mai 2021, l’association citoyenne Citizen4Science dénonce dans un communiqué de presse le harcèlement subi par les porteurs de l’intégrité scientifique dont Elisabeth Bik de la part des chercheurs de l’IHU Marseille,,[pertinence contestée] et lance une pétition sur le site change.org,,,.
Le 18 mai 2021, une lettre ouverte co-écrite par 11 chercheurs et signée par des dizaines de sociétés savantes et des milliers de scientifiques en juin 2021, prend à son tour la défense de la chercheuse qu'ils estiment être victime de harcèlement,. Le CNRS, son comité d'éthique, l'ENS, et le sénateur Bernard Jomier, condamnent cette stratégie d'intimidation. Le 10 juin 2021, Libération confirme le dépôt d'une plainte contre Elisabeth Bik auprès du procureur de la République de Marseille en date du 29 avril 2021 pour « harcèlement moral aggravé », « tentative de chantage », « tentative d’extorsion ». Elle confie en juin 2021 ne pas avoir été contactée par la justice, ni deux ans plus tard.
Début juin 2021 également, Elisabeth Bik analyse une nouvelle étude portant sur 10 000 patients traités par hydroxychloroquine prépubliée par Didier Raoult en dénonçant des problèmes méthodologiques variés,.

#### Participation à l'enquête deSciencesur les travaux de Sylvain Lesné
Elisabeth Bik a été choisie par le magazine Science, avec Jana Christopher, pour analyser des anomalies d'images découvertes par le médecin et neuroscientifique Matthew Schrag dans l'article cité de 2006 de Sylvain Lesné sur l'accumulation de bêta-amyloïde dans la maladie d'Alzheimer, citée plus de 2 300 fois. Leur travail a permis d'identifier plus de 20 publications douteuses.

## Prix et distinctions
- En 2016, elle reçoit le Microbiome Pioneer Award, prix réservé aux scientifiques en pointe dans le domaine du microbiome, pour sa contribution à la science en éditant et publiant le blog Microbiome Digest[69],[70].
- En 2019, elle reçoit une citation spéciale du prix John-Maddox pour « l'extraordinaire contribution apportée au cours de l'année écoulée par Elisabeth Bik du Science Integrity Digest, qui a découvert qu'environ deux tiers des images dupliquées dans les articles biomédicaux semblent l'avoir été intentionnellement »[trad 2],[12].
- En 2021, elle reçoit le prix Peter Wildy (en) de la Société britannique de microbiologie (en), un prix « décerné à celles et ceux qui apportent une contribution significative dans le domaine de la microbiologie »[71].
- En 2021, elle reçoit le prix John-Maddox (3 000 £) pour son enquête sur les données, et la découverte d'images dupliquées ou modifiées susceptibles de signaler une fraude et d'autres problèmes[72],[73],[74], et pour avoir « défendu la science avec courage et intégrité face à une grande hostilité »[18].
- En 2021, elle reçoit le Ockham Award for Skeptical Activism[75].

### Traductions
1. ↑  (en) « academic culture, peer control, cash-based publication incentives and national misconduct policies »
2. ↑  (en) « The extraordinary contribution made over the past year by Elisabeth Bik of Science Integrity Digest, finding about two-thirds of duplicated images in biomedical papers appear to have been duplicated on purpose »